# Sant'Egidio del Monte Albino
Sant'Egidio del Monte Albino é uma comuna italiana da região da Campania, província de Salerno, com cerca de 8.199 habitantes. Estende-se por uma área de 6 km², tendo uma densidade populacional de 1367 hab/km². Faz fronteira com Angri, Corbara, Pagani, San Marzano sul Sarno, Tramonti.

## Demografia
| Variação demográfica do município entre 1861 e 2011                               |
|                                                                                   |
| Fonte: Istituto Nazionale di Statistica (ISTAT) - Elaboração gráfica da Wikipedia |